# Takeuchi Seihō

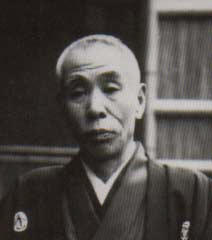
Takeuchi Seihō

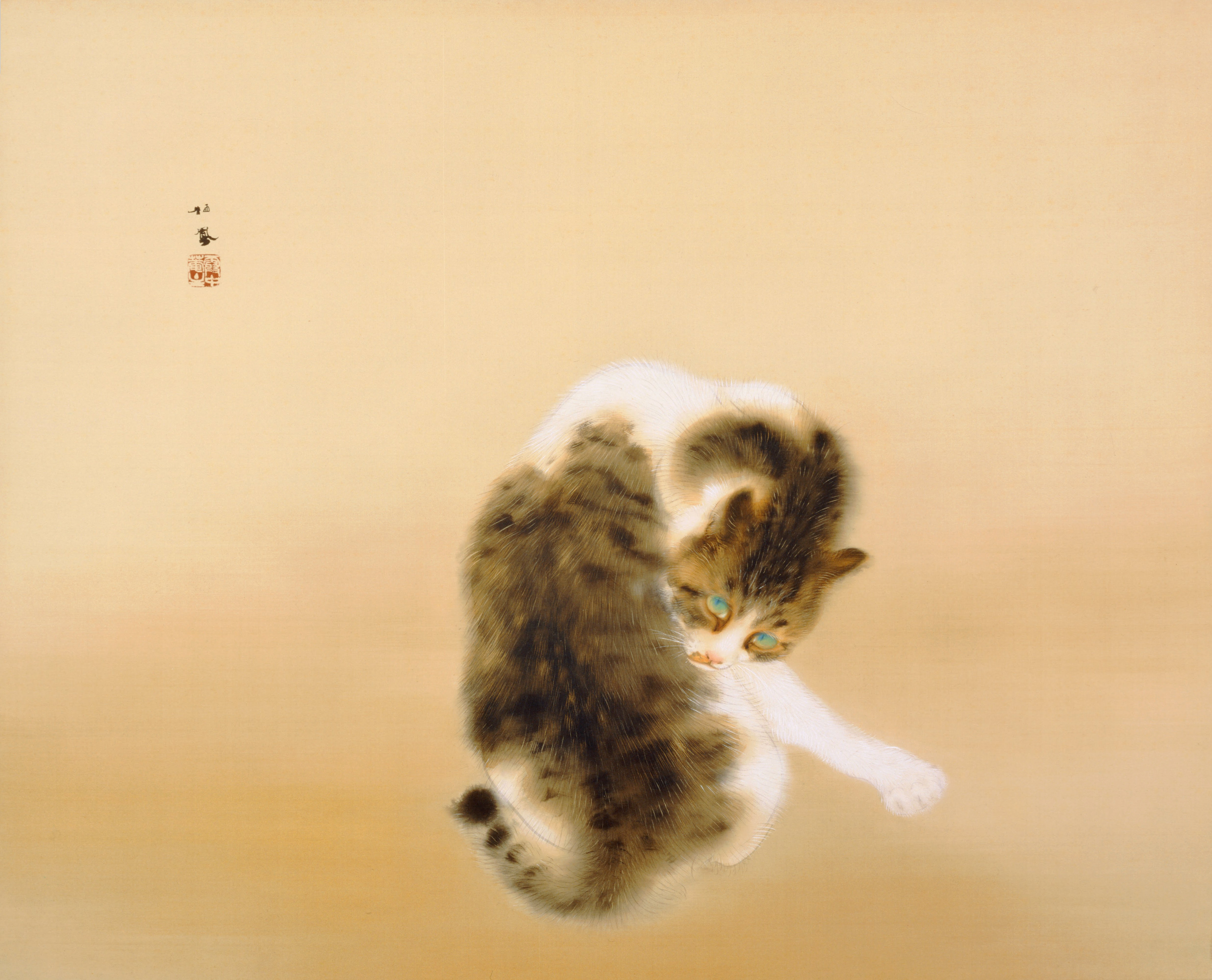
"Gefleckte Katze"
Takeuchis bekanntestes Bild (Yamatane Kunstmuseum)

Takeuchi Seihō (japanisch 竹内 栖鳳; * 20. Dezember 1864 in Kyōto; † 23. August 1942) war ein japanischer Maler, der die Nihonga-Richtung in Kyōto prägte.

## Leben und Werk
Takeuchi wurde als Tsunekichi (恒吉) in Kyōto geboren. Im Alter von vierzehn Jahren begann er unter Tsuchida Eirin zu studieren, ab 1881 bildete er sich unter dem Maler der Shijō-Schule Kōno Bairei (幸野楳玲; 1844–1895) weiter. Ab 1883 arbeitete er an der Kunstschule der Präfektur Kyōto (京都府画学校, Kyōto-fu gagakkō), begann auszustellen und erhielt erste Anerkennung. So gewann er zwei Silberpokale für sein Bild „Frühling in einem verlassenen Garten“ (廃園春色, haien shunshoku) auf der zweiten Ausstellung (1887) der Japan Painting Society (日本絵画協会, Nihon kaiga kyōkai) und für „Die zwölf Monate“  (十二カ月, jūnikagetsu) auf der Ausstellung (1899). Im selben Jahr wurde er auch Lehrer an der Städtischen Kunstschule in Kyōto (Kyōto-shi Bijutsu Gakkō). Zu dieser Zeit malte er in der Art der Maruyama-Shijō-Schule mit Anlehnungen an das Yamato-e und an die chinesische Malerei.
Im Jahr 1900 besuchte Takeuchi Frankreich, wo er einen Preis auf der Pariser Ausstellung gewann. Nach dem Besuch weiterer Länder in Europa kehrte er am Ende des Jahres nach Japan zurück. Er bewunderte Turner und Corot und übernahm Elemente aus deren Malerei. Zu dieser Zeit änderte er das erste Zeichen seines Vornamens als Künstler von 棲 zu 栖: die Aussprache blieb dabei gleich, aber nun war der Westen (西) darin enthalten. 1901 gewann er den ersten Preis für sein Bild "Löwe" (大獅子図, Daishishi-zu) auf der Ausstellung der Gesellschaft für Neue und Alte Kunst (新古美術会, Shinkobijutsu-kai) und für sein Bild "Herbst in der alten Hauptstadt" (古都の秋, Koto no aki) auf der Inten-Ausstellung 1902.
1907, als das Kultusministerium begann, jährliche Kunstausstellungen unter der Kurzbezeichnung Bunten durchzuführen, wurde Takeuchi Mitglied der Jury und kümmerte sich um die Kyōto-Richtung des Nihonga, die sich freier entwickelte, als  die Tōkyō-Richtung unter der strengen Leitung Okakura Kakuzōs. Er zeigte selbst Bilder wie im Jahr 1908 das Wandschirmpaar „Aufklärender Regen“ (雨霽, Usei), und ebenfalls  1908 „Affen und Hasen im Stall“ (飼われたる猿と兎, Kawaretaru saru to usagi), 1909 „Gewitterschauer“ (アレ夕立に, Are jūdachi ni) und 1913 „Beginn eines Bildes“ (絵になる最初, E ni naru saisho).
1909 begann Takeuchi an der Städtischen Kunstschule Kyōto (京都市立絵画専門学校, Kyōto shiritsu kaiga senmon gakkō) zu unterrichten; 1919 wurde er in die Akademie der Künste aufgenommen. 1937 gehörte er zu den ersten, die den neu geschaffenen Kulturorden erhielten.
Takeuchi war in einer Ausstellung mit Werken japanischer Maler der Nihonga-Richtung, die vom 17. Januar bis 28. Februar 1931 in der Preußischen Akademie der Künste, Berlin stattfand, mit zwei  Bildern (darunter Chiyodajō) vertreten.
Zu seinen Schülern gehören Nishiyama Suishō, Tsuchida Bakusen, Nishiura Goun, Uemura Shōen, Tokuoka Shinsen und andere.

## Galerie

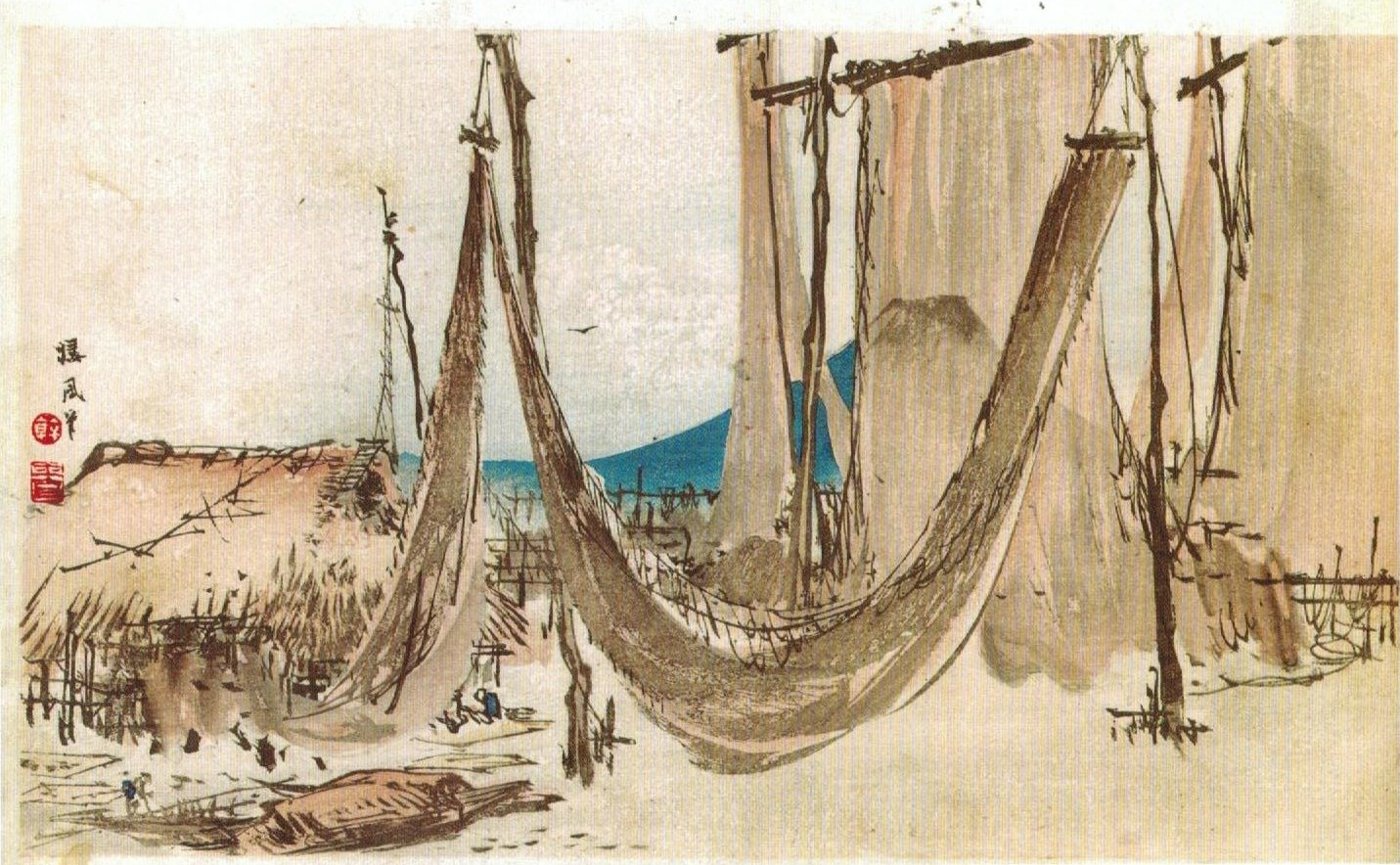
Aus den 12 Ansichten des Fuji (1894)
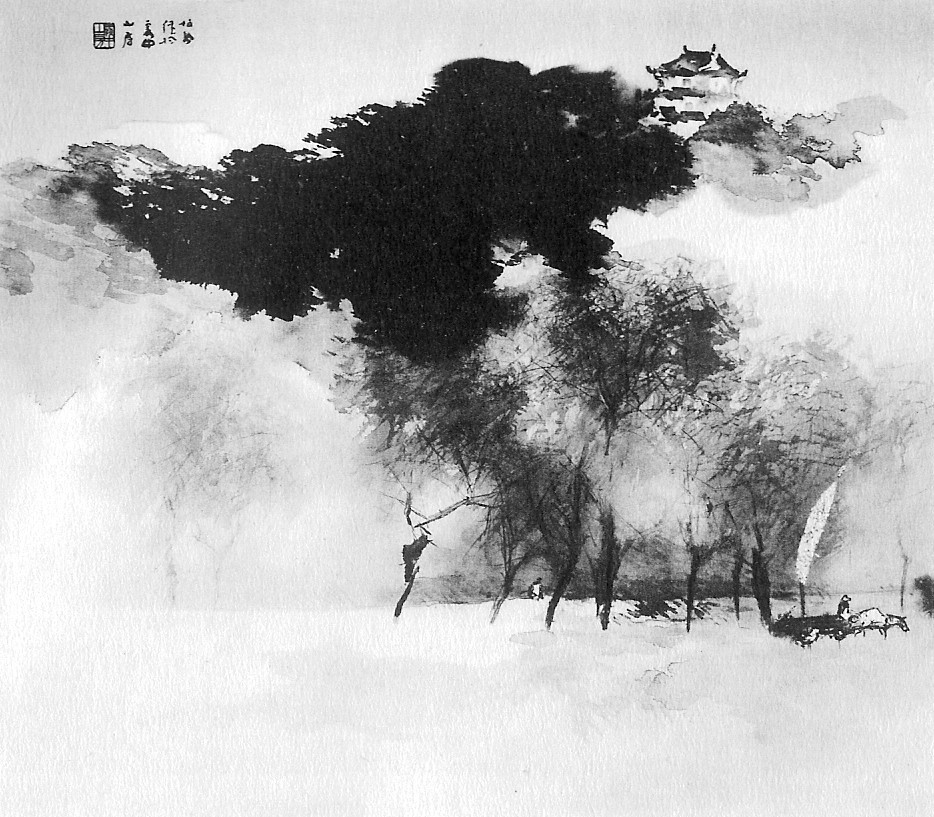
Chiyodajō
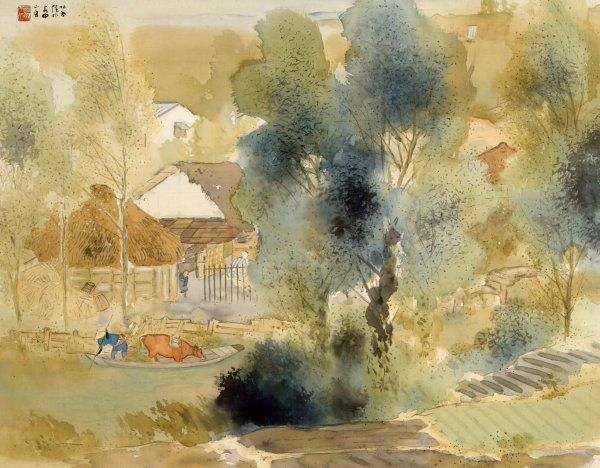
Sommerbeginn in Itako
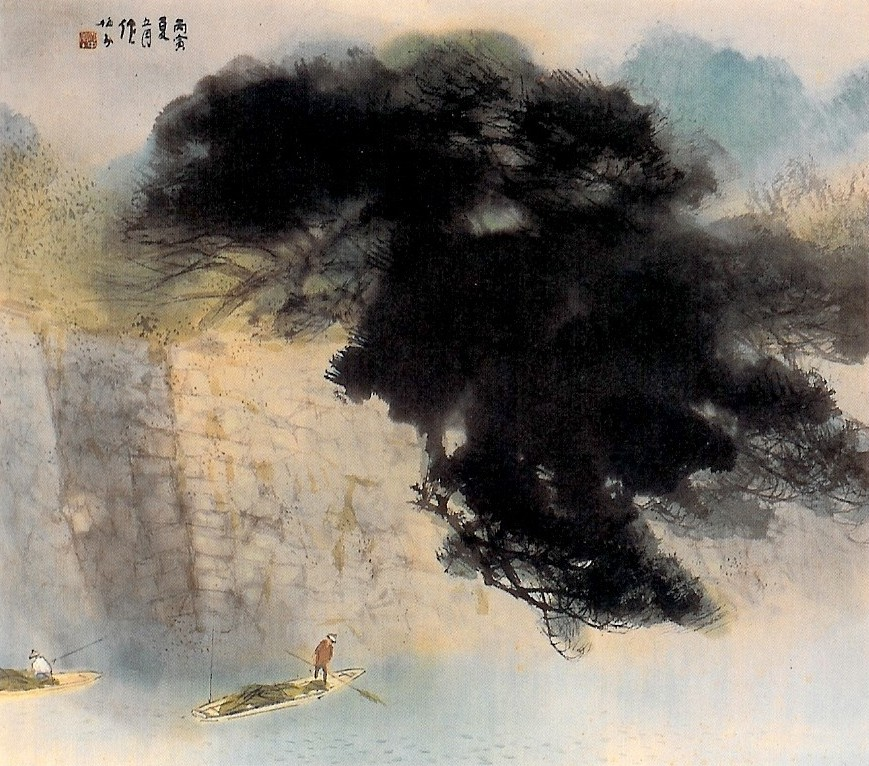
Grüne Kiefern an der Burg
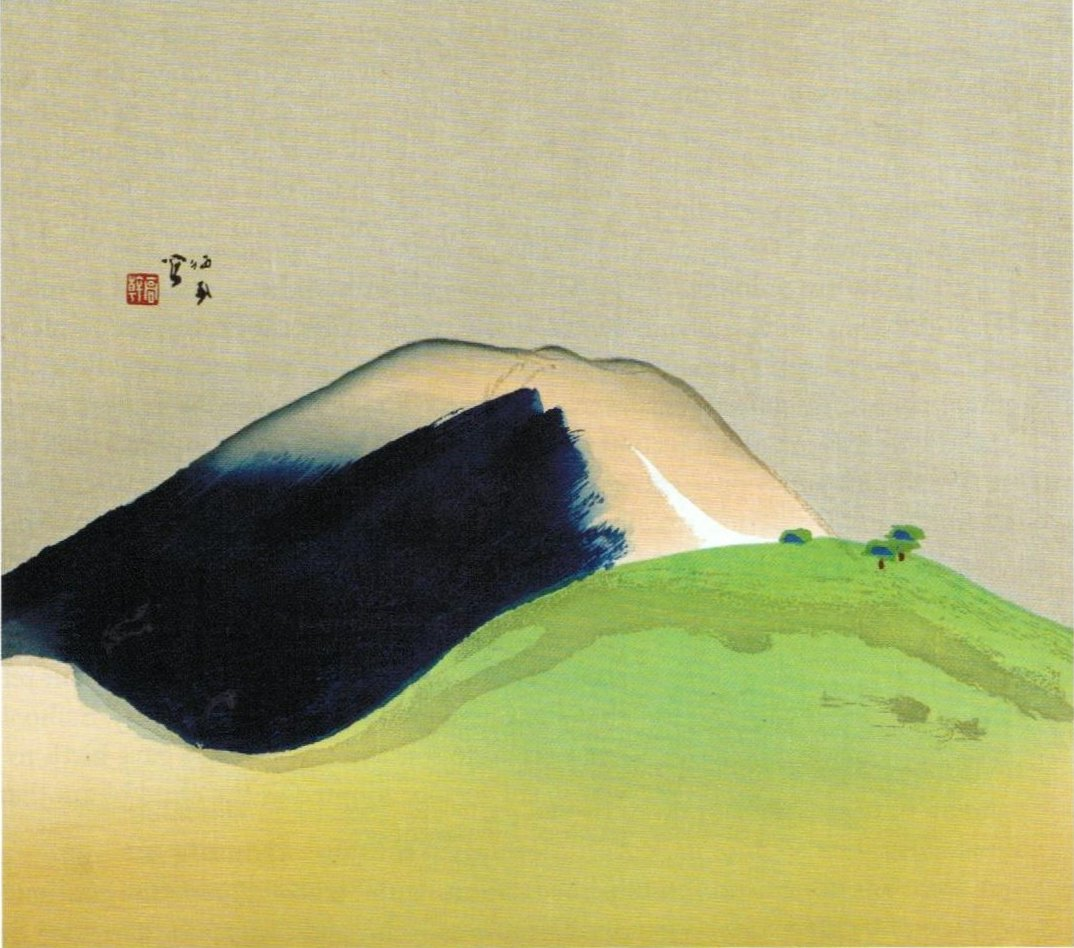
„Rosa Fuji“ (1937)
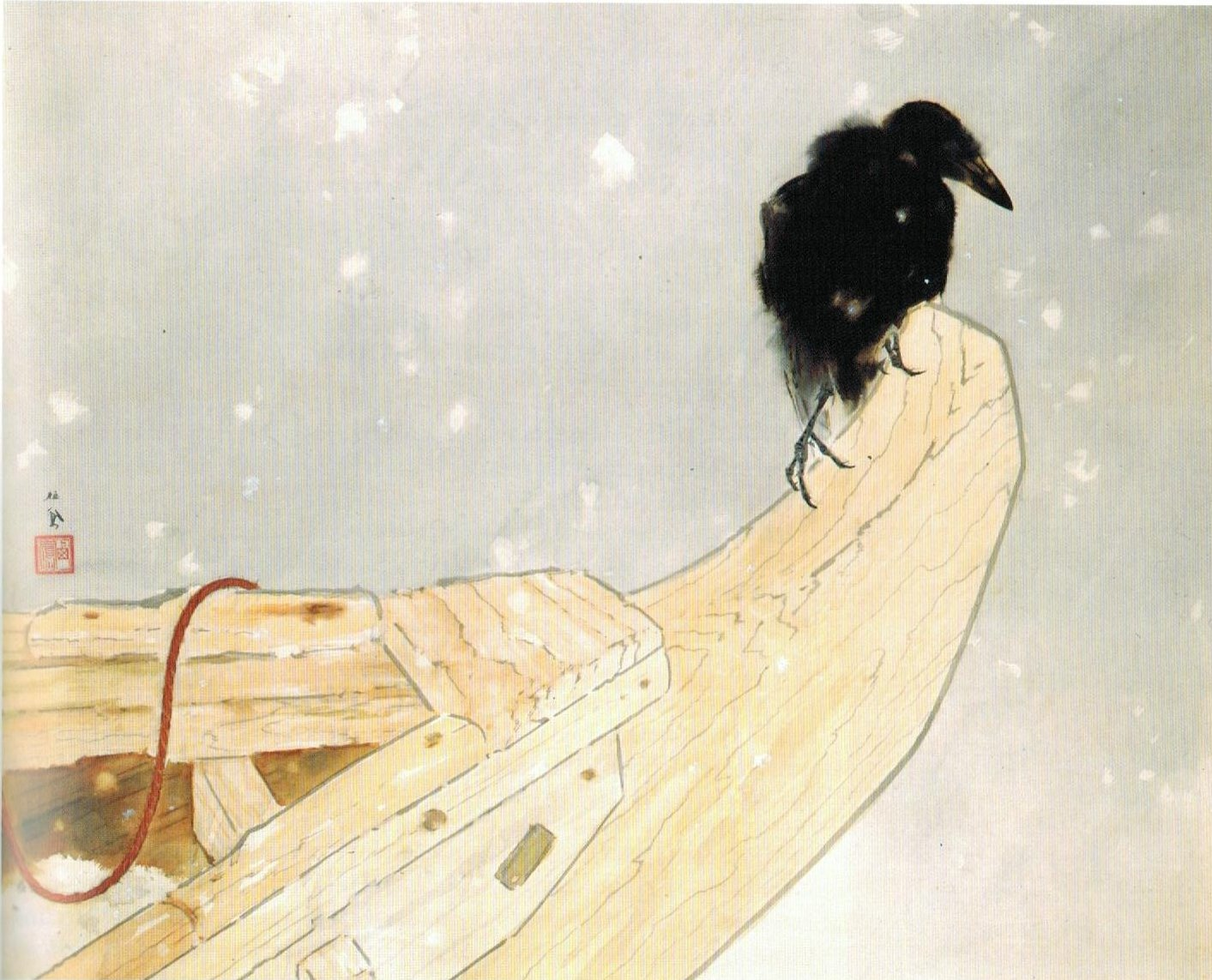
Schnee im Frühling (1942)